# Francesco Laforgia
Francesco Laforgia (Grumo Appula, 1º febbraio 1978) è un politico ed economista italiano.

## Biografia
Nato a Grumo Appula, in provincia di Bari, ma vive a Milano, dove ha conseguito la laurea in discipline economiche e sociali presso l'Università commerciale Luigi Bocconi, specializzandosi successivamente in economia dell'innovazione.
Ha trascorso diversi periodi di studio e lavoro all'estero, dove ha perfezionato la conoscenza delle lingue inglese e spagnola, lavorando per cinque mesi ad Haifa, in Israele, a un progetto culturale dell'ambasciata italiana.
Ha vissuto per quasi un anno in America Latina, prima a Buenos Aires per un programma scambio con la Universidad Torcuato di Tella,e poi a Santiago del Cile presso l'ECLA (Economic Commission for Latin America), per un programma di formazione sulle politiche industriali nei paesi in via di sviluppo.
Dopo la laurea ha continuato a lavorare in Università seguendo diversi progetti di ricerca, pubblicati su riviste internazionali. Ha conseguito il dottorato in Economia della Produzione e dello Sviluppo all'Università dell'Insubria di Varese, trascorrendo l'ultimo semestre a Brighton come Marie Curie Fellow presso lo SPRU (Science and Policy Research Unit) della Sussex University.
Successivamente ha svolto attività di ricerca in progetti pubblici e privati e per diversi anni è stato docente a contratto di economia in alcune università lombarde, tra Milano, Varese, Brescia, Castellanza.

## Attività politica

### Gli inizi

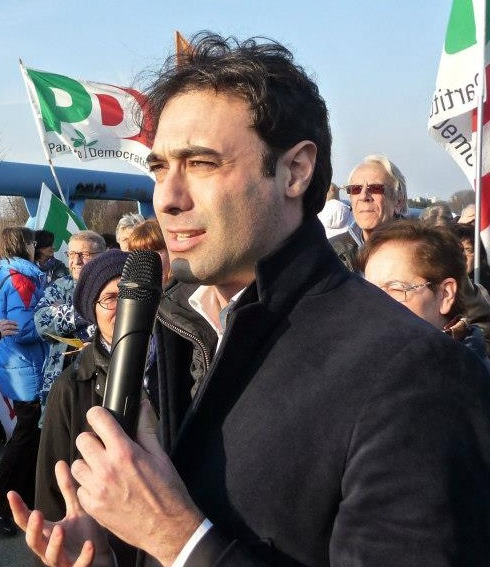
Francesco Laforgia nel 2013

Alle elezioni politiche del 2006 è candidato alla Camera con L'Ulivo senza essere eletto.
Nel 2010 è stato eletto coordinatore cittadino del Partito Democratico di Milano, rimanendo in carica fino al 2013. Durante il suo mandato, nel 2011 il centro-sinistra ha vinto le elezioni amministrative nel capoluogo lombardo dopo 20 anni di governo del centro-destra, per quanto avesse sostenuto alle primarie la candidatura di Stefano Boeri (che perderà contro il candidato di SEL Giuliano Pisapia).

### Elezione a deputato
Nel dicembre 2012 partecipa alle primarie "Parlamentarie" sul territorio metropolitano milanese indette dal PD per la scelta dei candidati alle successive elezioni politiche del 24 e 25 febbraio, ottenendo 3.694 preferenze. Alle elezioni politiche del 2013 viene eletto deputato con il PD nella XVII legislatura della Repubblica Italiana, nella circoscrizione Lombardia 1. È membro della V Commissione Bilancio, Tesoro e Programmazione.
Da febbraio 2017 lascia il PD e aderisce ad Articolo 1 - Movimento Democratico e Progressista, di cui diviene capogruppo.
Nel maggio 2017 ha presentato un emendamento alla finanziaria per ridurre del 95% i fondi annuali destinati all'Istituto Italiano di Tecnologia di Genova.

### Elezione a senatore edèViva

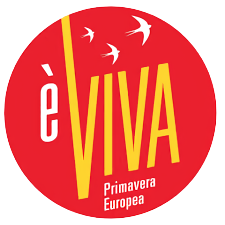
Simbolo di èViva

Alle elezioni politiche del 2018 viene eletto al Senato della Repubblica, nelle liste di Liberi e Uguali nella circoscrizione Lombardia, risultando essere il più giovane senatore della XVIII Legislatura della Repubblica. Il successivo 11 aprile 2018 viene eletto segretario di Presidenza del Senato della Repubblica.
Il 13 aprile 2019, ormai ex Articolo Uno, fonda di sua iniziativa, insieme al deputato Luca Pastorino (ex Possibile), l'associazione politica èViva. Il nome del movimento venne scelto attraverso un sondaggio on-line.
èViva è un movimento caratterizzato da un forte interesse per l'ambiente e per le disparità socio-economiche. Ha organizzato molte iniziative per la salvaguardia del pianeta e il sostegno alle classi più in difficoltà della società. Il partito è definito ecosocialista e socialista democratico, nonché, attraverso le opinioni espresse sui social, dichiaratamente antifascista. A livello europeo il partito fa riferimento alla Primavera Europea, piattaforma lanciata da DiEM25.
In occasione delle elezioni europee del 26 maggio èViva aderisce alla lista de "La Sinistra", formata anche da Sinistra Italiana e Rifondazione Comunista. "La Sinistra", che a livello europeo aderisce al gruppo GUE/NGL, ottiene solo l'1,8% senza superare lo sbarramento di 4% e, quindi non elegge alcun eurodeputato.
Alle elezioni regionali del 2020 il movimento si schiera con varie liste come "Sinistra Civica Ecologista" in Toscana nella coalizione a sostegno di Eugenio Giani, "Terra" in Campania per l'avvocato Luca Saltalamacchia, "Puglia solidale e verde" in Puglia a sostegno di Michele Emiliano, "Linea condivisa" in Liguria per sostenere Ferruccio Sansa, "Emilia-Romagna coraggiosa" in Emilia-Romagna a sostegno di Stefano Bonaccini; la lista riesce ad eleggere due consiglieri in Emilia-Romagna e uno in Liguria.
Nel 2023, dopo la vittoria alle primarie di Elly Schlein, rientra nel Partito Democratico, entrando a far parte della Direzione Nazionale del partito.

## Pubblicazioni
- Laforgia F., Lissoni F., 2009, “What do you mean by ‘mobile’? Multi-applicant inventors in the European Biotechnology Industry”, in Malerba F., Vonortas N. (eds.), Innovation Networks in Industries, Edward Elgar
- Orsenigo L. e Laforgia F., 2008, “Lo sviluppo delle attività innovative nelle biotecnologie nel Mezzogiorno”, DIMI - Università di Brescia
- Laforgia F., F. Montobbio and L. Orsenigo, 2008, “IPRs, technological and industrial development and growth: the case of the pharmaceutical industry”, in N. Netanel (ed.) “The Development Agenda: Global Intellectual Property and Developing Countries”, Oxford University Press
- Orsenigo L. e F. Laforgia, 2008, “Developing Competitive Firms and Industries in Global Markets: An Examination of the Experience of Successful Economies”, Competition Policy Panel Review, Industry Canada
- Orsenigo L. e F. Laforgia, 2007, “L'evoluzione della competitività dell'industria farmaceutica italiana”, DIMI - Università di Brescia
- Orsenigo L. e F. Laforgia, 2007, “La spesa di R&S nell'industria biotecnologica italiana”, DIMI - Università di Brescia
- Laforgia F., 2006, “I Lavoratori della Conoscenza e le Politiche per la Mobilità: un Confronto tra Paesi Europei”, DIMI - Università di Brescia
- Orsenigo L. e Laforgia F., 2006, “I Sistemi di Finanziamento Pubblico e Privato nel Settore delle Biotecnologie: il Caso Italiano”, Working Paper Fondazione per l'Innovazione Tecnologica (COTEC)
- Orsenigo L. e Laforgia F., 2003, “Changing the Innovative Paradigm in Pharmaceutical Industry”, (Giugno 2003)”, Cespri-Bocconi, mimeo